# Nyírábrány, Hajdú-Bihar
Nyírábrány  este un sat în districtul Nyíradony, județul Hajdú-Bihar, Ungaria, având o populație de 3.939 de locuitori (2011). 

## Demografie
Componența etnică a satului Nyírábrány
     Maghiari (90,3%)
     Romi (8,1%)
     Necunoscut (0,11%)
     Alții (1,49%)
Componența confesională a satului Nyírábrány
     Greco-catolici (31,2%)
     Romano-catolici (19,42%)
     Reformați (14,75%)
     Fără religie (6,3%)
     Necunoscută (28%)
     Atei (0,33%)
     Alte religii (0,89%)
Conform recensământului din 2011, satul Nyírábrány avea 3.939 de locuitori. Din punct de vedere etnic, majoritatea locuitorilor (90,3%) erau maghiari, cu o minoritate de romi (8,1%). Apartenența etnică nu este cunoscută în cazul a 0,11% din locuitori. Nu există o religie majoritară, locuitorii fiind greco-catolici (31,2%), romano-catolici (19,42%), reformați (14,75%) și persoane fără religie (6,3%). Pentru 28,0% din locuitori nu este cunoscută apartenența confesională.